# École de chant
 (février 2023).
Si vous disposez d'ouvrages ou d'articles de référence ou si vous connaissez des sites web de qualité traitant du thème abordé ici, merci de compléter l'article en donnant les références utiles à sa vérifiabilité et en les liant à la section « Notes et références ».
Une école de chant est une institution qui enseigne les arts vocaux.  
Dans une école de chant, il y a des professeurs de chant, mais également des professeurs de formation musicale, des professeurs de l'art dramatique et de diction, des professeurs des langues étrangères, et éventuellement des professeurs de danse et d'escrime.  La formation d'un artiste lyrique est très complexe et nécessite une maîtrise parfaite de plusieurs disciplines. 
En raison de la multitude  de disciplines qui devraient être enseignées, la plupart des écoles de chant sérieuses se trouvent dans les Conservatoires et les écoles de musiques publiques, souvent appelées "Département de l'Art lyrique" : par exemple, au Conservatoire national supérieur de musique de Paris, au Juilliard School à New York, ou à la Guildhall School of Music and Drama de Londres.
Mais pour information : des chanteurs célèbres comme  Freddie Mercury, Luciano Pavarotti, Roberto Alagna, Franco Corelli, Mario del Monaco ainsi que nombreuses autres personnalités du monde de l'art lyrique, et des musiques actuelles n'ont jamais suivi un cursus scolaire auprès d'un conservatoire ou autres institutions.